# Ali Işık
Ali Işık (Ceyhan, 1º luglio 1990) è un cestista turco.